# Трдат III
Трдат III Великий также Тиридат (арм. Տրդատ Գ Մեծ) — царь Великой Армении из династии Аршакидов, при котором в начале IV века христианство было провозглашено государственной религией страны, в результате чего государство Великая Армения стало первым христианским государством в мире. Почитается как святой в Армянской апостольской церкви вместе с супругой аланской царевной Ашхен, ставшей первой в истории христианской царицей.

## Ранние годы
Трдат III был сыном царя Хосрова II. В 252 году персидским агентом Анаком по приказу Шапура I была убита вся царская семья Армении, в том числе и отец Трдата Хосров. Анак был схвачен и казнён вместе с большей частью его семьи, в то время как двое его сыновей, одним из которых был будущий Григорий Просветитель, укрылись в Кесарии. Будучи единственным выжившим наследником престола, Трдат ещё младенцем был спешно увезён в Рим. В Риме он вырос и получил образование, став специалистом в языках и военном деле. Кроме того он высоко чтил Римское право. Армянский историк V века Мовсес Хоренаци называл его храбрым и сильным воином, который участвовал в боях против многих врагов. Он лично вёл свою армию во многих сражениях.

## Правление

### Вступление на престол
В 287 году римский император Диоклетиан признал Трдата царем Армении и с помощью римлян он возвратился на родину и вступил на армянский престол. Однако противостояние с персами, в котором Трдат поддержал Рим, на этом не окончилось. Персия не отказалась от стремления вновь взять под контроль союзную Риму Великую Армению. В 296 году персидский шахиншах Нарсе вторгся в Армению, а затем — в восточные провинции Римской империи. Трдат был вынужден отступить.
Война закончилась лишь в 298 году подписанием мирного договора в Нисибисе. Одним из последствий заключения Нисибисского мира стало признание Римом и Персией независимости Армении, причём последняя была отнесена к сфере интересов Рима. Итогом подписания мирного договора стало определение чёткой границы между Персией и Арменией (по границе Мидии). Трдат был окончательно восстановлен на троне.

### Принятие христианства
Первостепенную роль в принятии христианства как государственной религии сыграли святой Григорий Просветитель, ставший первым католикосом государственной Армянской Церкви (302—326), и царь Великой Армении святой Трдат III Великий (287—330), который до своего обращения был жесточайшим гонителем христианства.
Согласно сочинениям армянских историков V века, в 287 году Трдат прибыл в Армению в сопровождении римских легионов, чтобы вернуть отцовский престол. В поместье Ериза, гавара Екегеац, при совершении царём обряда жертвоприношения в капище языческой богини Анаит, Григорий, один из сподвижников царя, как христианин отказывается принести жертву идолу. Тогда же открывается, что Григорий является сыном Анака, убийцы отца Трдата царя Хосрова II. За эти «преступления» Григория заключают в Арташатскую темницу Хор Вирап, предназначенную для смертников. В тот же год царь издаёт два указа: в первом из них повелевается арестовывать всех находящихся в пределах Армении христиан с конфискацией их имущества, а во втором — предавать смертной казни укрывающих христиан. Эти указы показывают, насколько опасным считалось христианство для государства.
Принятие христианства Арменией теснейшим образом связывается с мученической смертью святых дев Рипсимиянок. Согласно преданию, группа девушек-христианок родом из Рима, скрываясь от преследований императора Диоклетиана, бежала на Восток и нашла убежище неподалёку от столицы Армении Вагаршапата. Царь Трдат, очарованный красотой девы Рипсимэ (Рипсимии), пожелал взять её в жены, но встретил отчаянное сопротивление, за что приказал предать всех девушек мученической смерти. Рипсиме с 32 подругами погибли в северо-восточной части Вагаршапата, наставница дев Гаянэ вместе с двумя девами — в южной части города, а одна больная дева была замучена прямо в давильне. В сочинении армянского историка Мовсеса Хоренаци рассказывается, что одной из дев — Нунэ (то есть Святая Нина) — удалось бежать в Грузию, где она продолжила проповедовать христианство и была впоследствии прославлена как равноапостольная.
Казнь дев Рипсимиянок вызвала у царя сильное душевное потрясение, которое привело к тяжёлому нервному заболеванию. В V веке в народе эту болезнь называли «свиной», поэтому некоторое время Трдата изображали со свиной головой. По легенде, он превратился в кабана (или начал отождествлять себя с кабаном), убежал в лес, где питался травой и кореньями. Сестра царя Хосровидухт неоднократно видела сон, в котором ей сообщалось, что Трдата может исцелить только Григорий, заключённый в темницу со змеями и скорпионами. Григорий, проведя в каменной яме Хор Вирап 13 лет, был освобождён из заключения и торжественно принят в Вагаршапате. Выйдя на свободу, Григорий  встал на колени рядом с Трдатом—кабаном и начал молиться, прося Бога исцелить царя. Тогда кабан вновь превратился в человека.
Царь Трдат вместе со всем двором и князьями принял крещение от Григория Просветителя в начале IV века и приложил все усилия для возрождения и распространения христианства в стране, причём так, чтобы язычество уже никогда не смогло вернуться. Трдат часто использовал силу, навязывая населению новую религию, что приводило к вооружённым столкновениям с язычниками, так как среди армян было распространено многобожие. Трдат провел остаток своей жизни, пытаясь ликвидировать все древние верования, таким образом были уничтожены бесчисленные статуи, храмы и письменные документы, связанные с язычеством. В результате сохранилось очень мало источников по древней истории и культуре дохристианской Армении.
Трдат умер в 330 году нашей эры. По сведениям Мовсеса Хоренаци царь погиб вследствие заговора нахараров, которыми он был отравлен.